# 그리스 여자 축구 국가대표팀

그리스 여자 축구 국가대표팀(영어: Greece women's national football team)은 그리스를 대표하는 여자 축구 대표팀으로 그리스 축구 협회에서 관리한다. 유럽 여자 축구 최약체로 평가받는 팀들 가운데 하나로 1991년 7월 3일 이탈리아와의 국제 경기 데뷔전에서 0-6으로 대패했으며 현재까지 FIFA 여자 월드컵과 UEFA 유럽 여자 축구 선수권 대회 본선 기록은 전무한 상태이다.

## 국제 대회 경력

### 하계 올림픽
자국에서 열린 2004년 대회에서 사상 첫 올림픽 본선 무대를 밟았으나 홈 어드밴티지가 있었음에도 불구하고 미국, 브라질, 호주를 상대로 힘 한번 써보지 못하고 무기력한 경기력으로 3전 전패·조 최하위의 쓴 맛을 봤고 이후의 올림픽 본선 기록은 전무하다.

### 알가르브컵
알가르브컵에는 2번 출전하여 이 중 2003년 대회에서 8위의 성적을 거두며 모든 국제 대회를 통틀어 역대 최고 성적을 기록했다.

## 성적

### FIFA 여자 월드컵
- 1991년: 불참
- 1995년~2023년: 지역 예선 탈락

### 올림픽 축구
- 1996년 ~ 2000년: 지역 예선 탈락
- 2004년: 조별 리그
- 2008년 ~ 2020년: 지역 예선 탈락
- 2024년: 참가 불가[a]

### UEFA 유럽 여자 축구 선수권 대회
- 1984년~1991년: 불참
- 1993년~2022년: 예선 탈락

## 같이 보기
- 그리스 축구 국가대표팀

### 내용주
1. ↑  2023-24년 UEFA 여자 네이션스리그에서 “리그 B”에 있었기 때문에 참가 자격이 없었다.